# جيمس كامبل ماثيوز
جيمس كامبل ماثيوز (بالإنجليزية: James Campbell Matthews)‏ هو قاضي أمريكي، ولد في 6 نوفمبر 1844 في نيو هيفن في الولايات المتحدة، وتوفي في 1 نوفمبر 1930 في ألباني في الولايات المتحدة.